# تشيغاساكي (كاناغاوا)
تشيغاساكي (باليابانية: 茅ヶ崎市  تشيغاساكي-شي) هي مدينة يابانية تقع في محافظة كاناغاوا.
تم تأسيس المدينة في 1 أكتوبر، 1947.

## اقتصاد
- صيد الأسماك
- صناعة
  - شركة توهو تيتانيوم لصناعة المعادن
  - شركة توتو لصناعة الأدوات الصحية.
  - شركة مياتا لصناعة الدراجات الهوائية وأجهزة مكافحة الحرائق.

## توأمة
لتشيغاساكي (كاناغاوا) اتفاقيات توأمة مع:
- أوكازاكي

## أعلام
- ميوكي ياناغيتا
- تاكيشي كايكو
- تاكايوكي أوداجيما
- فومييوكي بيبو
- شوما كاماتا
- هيروشي مييازوا

## وصلات خارجية
- الموقع الرسمي باللغة اليابانية